# Lac Lewis (Washington)
Pour les articles homonymes, voir Lac Lewis.
 (août 2016).
Si vous disposez d'ouvrages ou d'articles de référence ou si vous connaissez des sites web de qualité traitant du thème abordé ici, merci de compléter l'article en donnant les références utiles à sa vérifiabilité et en les liant à la section « Notes et références ».
Le lac Lewis (en anglais : Lake Lewis) était un lac temporaire dans la région du Nord-Ouest Pacifique de l'Amérique du Nord — actuel État de Washington —, en grande partie formé par les inondations de Missoula au XIVe millénaire av. J.-C.